# Ідеальний воїн
«Ідеальний воїн» — кінофільм 2001 роцу.

## Зміст
Корейський професор, працюючи над машиною часу, експериментував на власній доньці і був цілком упевнений у безпеці досліду. Та через збій у настройках, чарівна дівчина потрапила в інший вимір. Повернути доньку може лише людина, електромагнітні хвилі мозку якого відповідають потрібним параметрам і, крім того, його бійцівські якості повинні бути ідеальними. Адже в тому жорстокому світі, куди потрапила донька професора, вона має статус принцеси, і її наречений – генерал – без боротьби її не віддасть. З-поміж тисячі досліджених професором поліцейських і військових, необхідним параметрам відповідає тільки поліцейський Дін. Йому доведеться ризикнути прогулятися в пекло.

## Ролі
| Актор       | Роль |
| ----------- | ---- |
| Леон Лай    | -    |
| Пак Ин Хе   | -    |
| Юн Тхе Ен   | -    |
| Лі На Йон   | -    |
| Кім Чжі Му  | -    |
| Сео Чхан Хо | -    |
| Ен Сон Мі   | -    |

## Знімальна група
- Режисер — Пак Хі Чжун
- Продюсер — Джонатан Кім